# Делени (Бакау)
Делени (рум. Deleni) насеље је у Румунији у округу Бакау у општини Хелеђу. Oпштина се налази на надморској висини од 359 m.

## Становништво
Према подацима из 2002. године у насељу је живело 1902 становника, од којих су сви румунске националности.